# 1980年代末中国通货膨胀
1980年代末中国通货膨胀是指中华人民共和国发生的1986年至1988年通货膨胀周期。

## 背景
从1984年第四季度起，中华人民共和国经济发展速度过快，信贷发放过猛。中央曾试图以行政手段控制信贷发放，但未能奏效。1985年，时任国务院总理赵紫阳提出了“软着陆”，即不是通过一年，而是通过数年，缓解经济过热，不再像1981年一样通过大砍基建项目从而在短时间内紧急调整经济。经过1986年、1987年两年的實踐，经济环境从紧张逐步放松，经济既获得降温，又没有出现衰退。雖然如此，到1987年，国民生产总值增长10%以上，国民收入增长10%以上，工业总产值增长17%以上，农业增长近6%，商品零售价格指数上涨7.3%。
1988年市场上仍物价不断上涨，而价格扭曲问题并没有根本缓解，官倒等现象引起人民不满。中共中央高层遂于1988年5月提出进行价格闯关，准备以物价上涨在可控的一定水平为代价，有计划地全面调整价格，改变价格严重扭曲的现状。

## 过程
1988年初，CPI增长达到拐点。在1986年至1988年的通货膨胀周期中，月度CPI自1987年1月超过5％，至1989年2月达到最高值28.4％，前后共26个月。1988年1月CPI同比增长9.4％，是此轮通货膨胀周期的拐点。

## 通货膨胀
然而在中共中央政治局扩大会议刚刚通过价格改革方案，具体实施方案尚未制订，改革出台时间尚未确定之时，国内新闻媒体便开始大张旗鼓地宣传。一时间，社会普遍流行“物价涨一半，工资翻一番”的传言，人们对通货膨胀的预期迅速增长，而政府又没有承诺保值储蓄。在这种情况下，1988年夏季，各地银行发生了挤兑风潮，各类商品遭到抢购。一些商店和企业趁机涨价，而银行储蓄比预计减少了400亿元人民币，银行不得不通过大量印制人民币来纾缓困境。由於這個情況，已经存在的通货膨胀看樣子會进一步严重，價格闖關出師未捷便宣告失敗，中央遂緊急終止了計畫。

## 结束
遵照中华人民共和国国务院的决定，中国人民银行确定从1988年9月10日开始，对城乡居民个人3年以上定期储蓄存款实行保值贴补。保值储蓄的实施，有效地缓解了因通货膨胀预期增长带来的通货膨胀。
1988年9月，中央决定实行治理整顿。治理整顿实施后，国家经济局面发生了新的变化。国务院采用行政手段控制价格和基本建设，并取消了一些已经实施的放开搞活企业的改革措施，收回了中央下放到地方和企业的一些权力。最终，通货膨胀受到遏制，但是也随之出现了“经济滑坡、市场疲软、生产停滞”的局面。